# 三河安城南町
三河安城南町（みかわあんじょうみなみまち）は、愛知県安城市の地名。

## 地理

### 学区
市立小・中学校に通う場合、学校等は以下の通りとなる。また、公立高等学校に通う場合の学区は以下の通りとなる。
| 番・番地等 | 小学校                 | 中学校               | 高等学校 |
| ---------- | ---------------------- | -------------------- | -------- |
| 全域       | 安城市立三河安城小学校 | 安城市立安城西中学校 | 三河学区 |

## 歴史

### 町名の由来
JR三河安城駅に因む。
同駅周辺で行われた土地区画整理事業に合わせて、それまでの横山町、篠目町、箕輪町、二本木町、二本木新町の一部を再編し、2006年10月7日に住居表示を実施し、三河安城町南一丁目・二丁目を設定した。

### 人口の変遷
国勢調査による人口および世帯数の推移。
| 2010年（平成22年） | 618世帯 1367人 |  |
| 2015年（平成27年） | 727世帯 1558人 |  |
| 2020年（令和2年）  | 740世帯 1558人 |  |

## 交通
- 愛知県道298号安城知立線
- 愛知県道48号岡崎刈谷線
- 愛知県道509号新幹線三河安城停車場線
- 愛知県道12号豊田一色線

## 施設
- 三河安城ツインパーク
- BluE Nexus本社

### WEB
1. ↑  “愛知県安城市の町丁・字一覧”.   人口統計ラボ. 2023年8月26日閲覧。
2. 1 2  総務省統計局 (2022年2月10日). “令和2年国勢調査の調査結果(e-Stat) - 男女別人口，外国人人口及び世帯数－町丁・字等” (CSV). 2023年8月2日閲覧。
3. ↑  “愛知県安城市の郵便番号一覧”.   日本郵便. 2023年8月26日閲覧。
4. ↑  “市外局番の一覧” (PDF).   総務省 (2022年3月1日). 2022年3月22日閲覧。
5. ↑  安城市役所教育振興部学校教育課学事係 (2022年4月7日). “小中学校区一覧（町別50音順）”.   安城市. 2023年10月5日閲覧。
6. ↑  “平成29年度以降の愛知県公立高等学校（全日制課程）入学者選抜における通学区域並びに群及びグループ分け案について”.   愛知県教育委員会 (2015年2月16日). 2019年1月14日閲覧。
7. ↑  “区画整理による住所変更”.  安城市. 2024年3月15日閲覧。
8. ↑  “三河安城地区（安城新幹線駅周辺土地区画整理事業）地番変更対照表” (PDF).  安城市. 2024年3月15日閲覧。
9. ↑  総務省統計局 (2012年1月20日). “平成22年国勢調査の調査結果(e-Stat) - 男女別人口及び世帯数 －町丁・字等” (CSV). 2021年7月21日閲覧。
10. ↑  総務省統計局 (2017年1月27日). “平成27年国勢調査の調査結果(e-Stat) - 男女別人口及び世帯数 －町丁・字等” (CSV). 2021年7月21日閲覧。